# 육팔면체
| 육팔면체                              | 육팔면체 |
| ------------------------------------- | --- |
| (클릭해서 회전하는 모델을 볼 수 있다) | |
| 종류                                  | 아르키메데스의 다면체 고른 다면체                                                                                             |
| 성분                                  | F = 14, E = 24, V = 12 (χ = 2)                                                                                                |
| 면의 수{변의 수}                      | 8{3}+6{4} |
| 콘웨이 표기법                         | aC aaT |
| 슐레플리 기호                         | r{4,3}또는 {\displaystyle {\begin{Bmatrix}4\\3\end{Bmatrix}}} rr{3,3}또는 {\displaystyle r{\begin{Bmatrix}3\\3\end{Bmatrix}}} |
| 슐레플리 기호                         | t1{4,3}또는 t0,2{3,3} |
| 위토프 기호                           | 2 \| 3 4 3 3 \| 2 |
| 콕서터 다이어그램                     | 또는 · 또는 |
| 대칭군                                | Oh, B3, [4,3], (*432), 48차 Td, [3,3], (*332), 24차                                                                           |
| 회전군                                | O, [4,3]+, (432), 24차 |
| 이면각                                | 125.26° arcsec(−√3) |
| 참조                                  | U07, C19, W11 |
| 특성                                  | 반정다면체 볼록 준정다면체 |
| 색칠된 면                             | 3.4.3.4 (꼭짓점 도형) |
| 마름모십이면체 (쌍대다면체)           | 전개도 |

육팔면체는 정육면체와 정육면체의 쌍대다면체인 정팔면체의 중간이다. 면의 수는 14개, 모서리의 수는 24개, 꼭짓점의 수는 12개이다. 또 육팔면체는 정육면체의 꼭짓점이나 정팔면체의 꼭짓점을 모서리의 1/2 정도 깎아서도 만들 수 있다. 이것은 비틀어 붙인 삼각지붕으로 볼 수 있다.
= 비틀어 붙인 삼각지붕

## 공식
한 모서리의 길이가 {\displaystyle a}인 육팔면체의 겉넓이 {\displaystyle A}와 부피 {\displaystyle V}는 다음과 같다.
{\displaystyle A=(6+2{\sqrt {3}})a^{2}}
{\displaystyle V={\frac {5}{3}}{\sqrt {2}}a^{3}}

## 비슷한 다면체
| 깎은 정육면체 | 육팔면체 | 깎은 정팔면체 |

## 같이 보기
- 십이이십면체
- 마름모육팔면체
- 깎은 육팔면체
- 십사면체
- 다듬은 정육면체